# 乌德穆尔特人
烏德穆爾特人，是芬兰-乌戈尔人中的一个民族，他们说乌德穆尔特语。他们主要居住在俄罗斯烏德穆爾特共和國，也有部分居住在鞑靼斯坦共和国、巴什科尔托斯坦共和国、马里埃尔共和国、基洛夫州及彼爾姆邊疆區。
在历史上，该民族被外族称为沃佳克人。他们及其支系贝谢尔曼人与科米人一起组成彼尔姆人。

## 人数
在俄罗斯2010年人口普查中乌德穆尔特人的人数为552,000。在2002年的人口普查中人数为636,906。在苏联1989年人口普查中数量为746,562，而1926年的数量则为514,369（包括10,035名贝谢尔曼人）。沙俄时期1897年的人口普查中有420,976名乌德穆尔特人。

## 文化
乌德穆尔特语属于乌拉尔语系，因此乌德穆尔特人算是芬兰-乌戈尔人的一个分支。
乌德穆尔特人有自己的民族史诗，名为《多尔维日》。他们的民族乐器包括名为“克雷日”的齐特琴和一种管乐器。
很多乌德穆尔特人有红头发。
乌德穆尔特人大部分信仰东正教。但是很多人同时信仰自己多神的异教，很大程度上跟萨满教有关。在1960年代依然有70%的乌德穆尔特村庄里的居民信仰自己的异教。

## 延展阅读
- E.M.Thompson. 理解俄國：俄國文化中的聖愚. OXFORD UNIVERSITY PRESS. ISBN 019-5873-29-7